# Edad de oro de la cultura judía en al-Ándalus

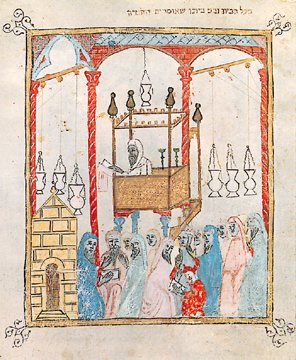
Miniatura de una Hagadá española (Hagadá Hermana, Arte sefardí, Barcelona, 1350). Presenta el interior de una sinagoga, con la lectura de la Torá (La vida judía en Sefarad).

La edad de oro de la cultura judía en al-Ándalus, se refiere a un periodo de la historia en el que la península ibérica estuvo bajo gobierno musulmán y durante el cual la cultura, la religión y la economía judías florecieron.  
La naturaleza y la duración de esta "Edad de Oro" han sido objeto de debate. Según algunos estudiosos, su inicio podría situarse:
- Entre el año 711-718, tras la conquista de los omeyas.
- En el 912, bajo el gobierno de Abd-al-Rahman III.

Su final no ha sido establecido con exactitud. Las fechas que se proponen son:
- El año 1031, con el final del Califato de Córdoba.
- En el 1066, fecha de la masacre de judíos en Granada.
- En 1090 con la conquista almorávide.
- En 1146, con la expulsión y exterminio de los judíos de al-Ándalus por los almohades.

## La naturaleza de la Edad de Oro
El tratamiento que se otorgó a los no musulmanes durante el Califato de Córdoba ha sido objeto de debate. Se ha argumentado que los judíos (y los cristianos) vivieron una época de «tolerancia» que no tuvo lugar en el resto de la Europa occidental cristiana, lo que daría lugar a esta "Edad de Oro". A pesar de que al-Ándalus tuvo una importancia clave para la sociedad judía durante la Alta Edad Media, generando importantes figuras y una de las comunidades judías más ricas y estables, no existe acuerdo entre los académicos acerca de si esta convivencia entre judíos y musulmanes era realmente un parangón de convivencia interreligiosa, o si, en el fondo, el tratamiento que recibieron fue similar al que les fue dado en otros lugares durante la misma época.
María Rosa Menocal, especialista en literatura ibérica en la Universidad de Yale, ha comentado que "la tolerancia era un aspecto inherente a la sociedad andalusí". En su libro, La joya del mundo, Menocal defiende que los judíos dhimmíes que vivían bajo el gobierno del Califato, a pesar de poseer menos derechos que los musulmanes, estaban mejor situados que en otras partes de la Europa cristiana. Muchos judíos del resto de Europa emigraron a al-Ándalus, donde convivían con tolerancia.
Bernard Lewis toma cartas en el asunto y argumenta, que, aunque frecuentemente se haga referencia la convivencia interreligiosa que supuestamente se vivió bajo gobierno musulmán durante la Edad Media, esto no es más que un mito creado por apologistas musulmanes y partidarios del Islam, ya que si lo analizamos: ¿Cómo podría alguien dar el mismo tratamiento a aquellos que se someten a la verdadera fe y a los que voluntariamente la rechazan? Esto habría sido considerado como un incumplimiento del deber."
Mark Cohen, profesor de estudios de Oriente Próximo en la Universidad de Princeton, en su libro Under Crescent and Cross, nos dice que "el mito de una utopía interreligiosa" fue promulgado en primer lugar por historiadores judíos, como Heinrich Graetz en el siglo XIX como un reproche hacia los países cristianos (especialmente a Europa del Este) por su comportamiento hacia los judíos (en su Historia de los judíos Graetz escribe: «En esos tiempos, los califas de España eran en efecto soberanos libres de prejuicios, que protegían a todos los hombres de talento sin preguntar sobre su religión… Siguiendo el ejemplo de los árabes, [los judíos] se apasionaron por la poesía y las ciencias. Para ellos también, España se convierte en un jardín delicioso donde florecían una bella y feliz poesía, el país del estudio y las investigaciones»). Esta visión no fue puesta en duda hasta que fue adoptada por los árabes como "un arma propagandística contra el sionismo", para mostrar que el establecimiento del moderno Estado de Israel destrozó la supuesta armonía entre judíos y árabes existente en Palestina bajo el Imperio otomano. Esta "explotación árabe de la polémica" se unió al "contra-mito" de la "neo-lacrimosa concepción de la historia arabojudía" por historiadores como Bat Ye'or, que "tampoco puede mantenerse dadas las circunstancias de la realidad histórica".
Frederick Schweitzer y Marvin Perr están de acuerdo en que hay dos concepciones de lo que realmente fue el status judío bajo el Islam: la tradicional "Edad de Oro" y la revisionista "persecución y pogrom". Alegan que esta visión idealizada de los historiadores judíos del siglo XIX fue recogida por los musulmanes árabes después de 1948 como "un arma árabo-islamista en lo que básicamente es una lucha ideológica y política contra Israel" e ignora "un catálogo menos conocido de masacres y odios", incluyendo los pogromos contra los judíos en Córdoba en 1011 y en Granada en 1066.
Por su parte, Emmanuelle Tixier du Mesnil, de la Universidad de París X Nanterre, considera que plantearse si hubo «tolerancia» en Al-Ándalus es un anacronismo porque Al-Ándalus fue una sociedad medieval y la tolerancia (la aceptación de las otras creencias) es un concepto moderno. «Si se busca en la producción medieval un rastro de la tolerancia tal como se la concibe desde el siglo XVIII, no se encontrará. Eso no significa sin embargo que no haya habido coexistencia, lo más a menudo pacífica, de una pluralidad de confesiones a lo largo de la Edad Media islámica». Según esta historiadora hay que tener presente que hasta al menos el siglo XI las conquistas islámicas no fueron guerras de conversión, sino guerras destinadas a establecer el dominio político y obtener un botín y después impuestos. Sin embargo, esto no quiere decir que el imperio se basara en la igualdad de sus habitantes, algo que no tendría ningún sentido en la Edad Media. Así, el poder islámico se ocupó de organizar la coexistencia con las otras comunidades religiosas, como cristianos y judíos, que aunque podrían ser mayoritarias numéricamente eran minoritarias jurídicamente ―estaban discriminadas en el sentido neutro del término―, mediante el pacto de la dhimma, que incluía la distinción entre comunidades, el desarme de los dhimmi y el pago de un impuesto (la djiziya) superior al que pagaban los musulmanes. Un punto de vista que también sostiene Joseph Pérez ya que los musulmanes en esto seguían las enseñanzas del Corán que consideraba que los cristianos y judíos, en tanto que «gentes del Libro», no debían ser convertidos a la fuerza al islam y eran merecedores de un trato especial, la dhimma. Los dhimmi (en árabe ذمّي , "protegidos") tenían garantizadas la vida, la propiedad de sus bienes y la libertad de culto, así como un alto grado de autonomía jurídica, que les permitía, por ejemplo, acudir a sus propios tribunales para dirimir los asuntos de sus comunidades.
El historiador Joseph Pérez cuestiona el uso de la expresión «Edad de oro judía», argumentando que «cultura judía como tal no la hubo» en Al-Ándalus ya que los judíos lo que hicieron fue adoptar el modelo cultural dominante y en primer lugar la lengua árabe. «La edad de oro del judaísmo español en al-Andalus pertenece, pues, a la leyenda, una leyenda forjada después de que terminara la dominación musulmana en la Península», concluye Pérez.

## Nacimiento de la Edad de Oro
En el año 589, los Visigodos cristianos de Hispania llevaron a cabo una persecución muy severa contra los judíos; consecuentemente, en el siglo VIII, los judíos recibieron con los brazos abiertos a los conquistadores árabo-musulmanes, y, sobre todo, a los bereberes. Las ciudades conquistadas, como Córdoba, Málaga, Granada, Sevilla, y Toledo fueron brevemente sometidas y puestas bajo el control de sus habitantes judíos, quienes habían sido armados por los invasores moros. Tras la victoria, los invasores retiraron todas las restricciones visigodas y garantizaron la libertad religiosa, bajo la condición del pago de una capitación de un dinar de oro.
Se abre así un periodo de tolerancia para los judíos, cuyo número va a incrementarse considerablemente debido a la inmigración procedente de África. Especialmente después del año 912, durante el reinado de Abd-al-Rahman III y su hijo, Al-Hakam II, los judíos prosperaron, dedicándose al servicio del Califato de Córdoba, al estudio de las ciencias, y al comercio y a la industria, contribuyendo a la prosperidad del país. La expansión económica de los judíos no tuvo parangón. En Toledo, participaron en la traducción de textos árabes a las lenguas romances, así como del griego y el hebreo al árabe. Los judíos contribuyeron a la botánica, la geografía, la medicina, las matemáticas, la poesía y la filosofía.
El ministro y físico de la Corte de Abd al-Rahman III fue Hasdai ben Isaac ibn Shaprut, el patrón de Menahem ben Saruq, Dunash ben Labrat, y otros eruditos y poetas judíos. El pensamiento judío florece con figuras como Samuel Ha-Nagid, Moses ibn Ezra, Solomon ibn Gabirol, Judah Halevi y Moses Maimónides. Durante el reinado de Abderramán III, el erudito Moses ben Enoch fue nombrado rabí de Córdoba, y, como consecuencia, al-Ándalus se convirtió en el centro del estudio del Talmud, y Córdoba en el punto de encuentro de los sabios judíos. 
Durante un tiempo, los judíos disfrutaron de una autonomía parcial como dhimmíes, sometidos al pago de un impuesto personal llamado yizia, que se administraba por separado del zakat que pagaban los musulmanes. La yizia ha sido considerada un pago por no prestar el servicio militar, como un tributo, etc. Los judíos tenían su propio sistema legal y sus servicios sociales. Las religiones monoteístas agrupadas bajo el nombre de Gente del libro, eran toleradas pero se evitaban todo tipo de manifestaciones multitudinarias o que pudiesen llamar la atención, como las procesiones de fe o las campanas.

## Fin de la Edad de Oro
Con la muerte de al-Hakam II Ibn Abd-al-Rahman en el año 976, el Califato empieza a disolverse, y la situación de los judíos deviene más precaria bajo el gobierno de los reinos de taifas. La primera persecución importante fue la Masacre de Granada de 1066, la crucifixión del visir Joseph ibn Naghrela y la masacre de la mayor parte de la población judía de la ciudad. "Más de 1.500 familias judías, es decir, alrededor de 4.000 personas, murieron en un día." Esta fue la primera persecución a judíos de la península bajo el gobierno islámico. 
A comienzos del año 1090 la situación empeora con la invasión de los almorávides, una secta puritana procedente de Marruecos. Bajo su gobierno, algunos judíos prosperaron (sobre todo bajo Ali ibn Yusuf, más que con su padre Yusuf ibn Tasufin). Entre aquellos que ostentaron el título de visir o "nasi" en tiempos de los almorávides, se encontraban el poeta y físico Abu Ayyub Solomon ibn al-Mu'allam, Abraham ibn Meïr ibn Kamnial, Abu Isaac ibn Muhajar, y Solomon ibn Farusal (aunque este último fue asesinado el 2 de mayo de 1108). Los almorávides fueron expulsados de la Península en 1148, pero su lugar sería ocupado por los almohades, quienes eran, incluso, más puritanos. Bajo su gobierno, los judíos fueron obligados a aceptar el Islam o emigrar tras el decreto de expulsión de los judíos de al-Ándalus de 1146; los conquistadores usurparon sus propiedades y sus familias, que serían vendidas como esclavas. La mayoría de las instituciones educativas judías fueron cerradas y las sinagogas destruidas. 
Durante el reinado de estas dinastías bereberes, muchos judíos, e, incluso, algunos eruditos musulmanes se vieron obligados a abandonar Al-Ándalus y emigraron hacia Toledo, la cual había sido reconquistado en 1085 por fuerzas cristianas.
El esfuerzo de varios eruditos judíos dio lugar a la llamada Escuela de Toledo, que tradujo, por primera vez, al Latín, los trabajos de árabes tan notables como Averroes, o del poeta y filósofo judío Solomon Ibn Gabirol, conocido como Avicebrón. Casi 40.000 de estos emigrados se unirían a las filas de Alfonso VI de Castilla en su lucha contra los almorávides, los cuales también contaban con judíos entre sus tropas.
Incluso después de que esta "Edad de Oro" hubiese terminado, la comunidad judía de España, conocida como comunidad sefardí, continuó siendo la comunidad judía más importante del mundo(especialmente con el declive de la Academia de Babilonia, en Irak). Eruditos como Maimónides, nacido en 1135, fueron figuras fundamentales en el judaísmo. La presencia judía en la Península continuaría hasta la expulsión forzosa decretada por los cristianos en el Edicto de la Alhambra, en 1492, y, por la Inquisición portuguesa en 1497.

## Figuras notables
- Abu al-Fadl ibn Hasday, filósofo y visir en Zaragoza.
- Abu Ruiz ibn Dahri luchó en la guerra contra los Almohades.
- Amram ben Isaac ibn Shalbib, erudito y diplomático al servicio de Alfonso VI de Castilla.
- Bahya ibn Paquda, filósofo y autor de Chovot ha-Levavot
- Obispo Bodo-Eleazar; de acuerdo con la Enciclopedia Judía, "un converso al Judaísmo ... [quien]... viajó a Córdoba, donde se dice que ejerció el proselitismo entre los cristianos españoles."
- Dunash ben Labrat (920-990), poeta.
- Isaac Abravanel (1437-1508), estadista, filósofo, talmudista y consejero financiero para el rey Fernando.
- Isaac ibn Albalia, astrónomo y rabí en Granada
- Yequtiel ibn Isaac, ministro del rey en Zaragoza, sería más tarde ejecutado.
- Joseph ibn Hasdai, poeta, padre de Abu al-Fadl ibn Hasdai.
- Joseph ibn Migash, diplomático de Granada
- Maimónides, rabí, físico, y filósofo.
- Menahem ben Saruk
- Solomon Ibn Gabirol, poeta y filósofo.
- Moses ben Enoch
- Yehuda Halevi, poeta y filósofo.
- Abraham ibn Ezra, rabí y poeta.
- Moses ibn Ezra, filósofo y poeta.
- Benjamín de Tudela, viajero y explorador.
- Samuel Ha-Nagid ibn Nagrela, ministro del rey y poeta.
- Hasdai ibn Shaprut, físico real y estadista.